# Waves (filme)
Waves (bra: As Ondas) é um filme estadunidense de drama e romance de 2019 escrito e dirigido por Trey Edward Shults e estrelado por Kelvin Harrison Jr., Lucas Hedges, Taylor Russell, Alexa Demie, Renée Elise Goldsberry, e Sterling K. Brown. O enredo gira em torno de uma família suburbana do sul da Flórida que embarcam numa jornada de amor e perdão após  presenciar uma perda.
Recebeu críticas positivas dos críticos, que elogiaram as performances, a cinematografia e a direção de Shults. No entanto, sua reviravolta central acabou dividindo algumas audiências e gerou polêmica por retratar a masculinidade tóxica e as lutas negras na perspectiva de Shults, um homem branco.
Sua estreia mundial foi no Festival de Cinema de Telluride em 30 de agosto de 2019, e foi lançado nos Estados Unidos em 15 de novembro de 2019 pela A24.

## Premissa
Tyler Williams (Kelvin Harrison Jr.) e sua irmã Emily (Taylor Russell) moram junto com seu pai Ronald (Sterling K. Brown) e sua madrasta Catherine (Renée Elise Goldsberry) em uma espaçosa casa suburbana no sul da Flórida. Tyler é um astro do wrestling em sua escola, e está programado para participar dos campeonatos estaduais a espera de uma bolsa de estudos da universidade. Seu pai, que lhes deu, até agora, uma boa vida de classe média, explica ao filho que eles, como afro-americanos, não podiam se dar ao luxo de serem razoáveis.
Após uma lesão no ombro, Tyler se sente pressionado pelo seu pai e sua equipe, e rouba os analgésicos de seu pai, destruindo sua vida aparentemente perfeita. Sua vida se torna ainda mais estressante quando sua namorada Alexis (Alexa Demie) diz que ela não está apenas grávida, mas que decidiu manter o bebê contra seu desejo.
Enquanto isso, a irmã de Tyler, Emily, se apaixona por seu companheiro de equipe, Luke (Lucas Hedges).

## Elenco
- Kelvin Harrison Jr. como Tyler Williams, um estudante do último ano do ensino médio.
- Lucas Hedges como Luke, um dos companheiros de equipe de Tyler e interesse romântico de Emily.
- Taylor Russell como Emily Williams, irmã mais nova de Tyler.
- Alexa Demie como Alexis Lopez, namorada de Tyler.
- Renée Elise Goldsberry como Catherine Williams, madrasta de Tyler e Emily.
- Sterling K. Brown como Ronald Williams, pai de Tyler e Emily.
- Clifton Collins Jr. como Bobby Lopez, pai de Alexis.
- Neal Huff como Bill.
- Harmony Korine como Sr. Stanley.
- Bill Wise como treinador Wise.
- David Garelik como Ryan, um amigo de Tyler.
- Ruben E. A. Brown como Wally.

## Produção
Em julho de 2018, foi anunciado que Lucas Hedges, Sterling K. Brown, Kelvin Harrison Jr. e Taylor Russell fariam parte do elenco do filme. Waves é o terceiro filme de Trey Edward Shults; produzido por Kevin Turen e James Wilson pela produtora de filmes independentes A24, também responsável pela distribuição do filme. Em agosto de 2018, Alexa Demie juntou-se ao elenco.
Shults dividiu o filme em dois atos, enquanto o primeiro ato é sobre Tyler Williams, o segundo foca mais na sua irmã Emily. Ao website Vulture da revista semanal New York Magazine, Shults disse que inspiração da estrutura do filme veio depois de assistir ao filme honconguês de 1994 Amores Expressos, e experimentar o que o próprio chamou de “uma epifania”.
O roteiro do filme iniciou-se cerca de um ano e meio antes do lançamento, quando Shults e o ator e também protagonista do filme Kelvin Harrison Jr., que já trabalhara com ele no seu filme de terror It Comes at Night, discutiam sobre seus respectivos anos escolares e relacionamentos familiares e amorosos durante “sessões de terapia”. No início, Shults não pretendia centrar a trama em torno de uma família negra de classe média. Porém, com a aceitação de Harrison do papel principal e sua contribuição biográfica no roteiro resultou na reelaboração do filme. Começaram a elaborar o papel de Tyler juntos, que fora bastante inspirado na vida pessoal de Shults, durante seus anos no ensino médio.
A filmagem começou em 9 de julho de 2018, no condado de Broward, Florida. A primeira edição do filme teve duração de três horas e meia, uma hora mais longa que a versão de lançamento.
Trent Reznor e Atticus Ross compuseram a trilha sonora do filme, que também conta com faixas de Tony K, Animal Collective, Frank Ocean, Tame Impala, Kanye West, Kendrick Lamar, Amy Winehouse,  SZA, Radiohead, THEY., entre outros.

## Lançamento
Waves estreou no Festival de Cinema de Telluride em 30 de agosto de 2019. Foi exibido no Festival Internacional de Cinema de Toronto em 10 de setembro de 2019. Foi lançado em 15 de novembro de 2019 em Nova Iorque e Los Angeles, com um amplo lançamento definido para o final daquele mês. Em setembro, a Focus Features adquiriu os direitos de distribuição internacional do filme, com exceção do Canadá, China e Japão. Ainda sem data de lançamento no Brasil e Portugal.

## Recepção

### Bilheteria
No fim de semana de estreia limitada, Waves faturou US$134 333 em quatro cinemas de Nova Iorque e Los Angeles, com uma média de US$33 583 por cinema. Expandindo para 21 cinemas no fim de semana seguinte, o filme faturou US$168 760 e, em seguida, US$140 995 de 44 cinemas na terceira semana.

### Resposta da crítica
No agregador de resenhas Rotten Tomatoes, o filme recebeu uma pontuação de 86% com base em comentários de 139 críticos. O consenso do site diz: "Um olhar atento aos altos e baixos emocionais de uma família, Waves captura dinâmica complicada com ternura e graça." No Metacritic, o filme recebeu uma pontuação média de 81 de 100, com base em 36 comentários, indicando "aclamação universal".

### Prêmios e indicações
| Ano  | Prêmio                                            | Categoria                            | Indicado                    | Resultado | Ref.   |
| ---- | ------------------------------------------------- | ------------------------------------ | --------------------------- | --------- | ------ |
| 2019 | Festival Internacional de Cinema de Hamptons      | Prêmio de Roteiro Zicherman          | Trey Edward Shults          | Venceu    | [ 25 ] |
| 2019 | Festival de Cinema de Key West                    | Melhor Narrativa (Prêmio do Público) | Waves                       | Venceu    | [ 26 ] |
| 2019 | Festival Internacional de Cinema de Santa Bárbara | Prêmio Virtuoso                      | Taylor Russell              | Venceu    | [ 27 ] |
| 2019 | Atlanta Film Critics Circle                       | Melhor Revelação                     | Kelvin Harrison Jr.         | Venceu    | [ 28 ] |
| 2019 | Gotham Awards                                     | Melhor Filme                         | Waves                       | Indicado  | [ 29 ] |
| 2019 | Gotham Awards                                     | Melhor Ator/Atriz Revelação          | Taylor Russell              | Venceu    | [ 29 ] |
| 2019 | Gotham Awards                                     | Prêmio do Público                    | Waves                       | Indicado  | [ 29 ] |
| 2020 | Associação de Críticos de Hollywood               | Melhor Filme                         | Waves                       | Pendente  | [ 30 ] |
| 2020 | Associação de Críticos de Hollywood               | Melhor Ator Coadjuvante              | Sterling K. Brown           | Pendente  | [ 30 ] |
| 2020 | Associação de Críticos de Hollywood               | Melhor Atriz Coadjuvante             | Taylor Russell              | Pendente  | [ 30 ] |
| 2020 | Associação de Críticos de Hollywood               | Melhor Revelação                     | Kelvin Harrison Jr.         | Pendente  | [ 30 ] |
| 2020 | Associação de Críticos de Hollywood               | Melhor Revelação                     | Taylor Russell              | Pendente  | [ 30 ] |
| 2020 | Associação de Críticos de Hollywood               | Melhor Elenco                        | Waves                       | Pendente  | [ 30 ] |
| 2020 | Associação de Críticos de Hollywood               | Melhor Filme Independente            | Waves                       | Pendente  | [ 30 ] |
| 2020 | Associação de Críticos de Hollywood               | Melhor Fotografia                    | Drew Daniel                 | Pendente  | [ 30 ] |
| 2020 | Associação de Críticos de Hollywood               | Melhor Trilha Sonora                 | Trent Reznor e Atticus Ross | Pendente  | [ 30 ] |
| 2020 | Prêmios Independent Spirit                        | Melhor Atriz Coadjuvante             | Taylor Russell              | Pendente  | [ 31 ] |